# Aeropuerto de Antsalova
Aeropuerto de Antsalova es un aeropuerto situado en Antsalova, Madagascar (IATA: WAQ, OACI: FMMG).

## Servicios
- Air Madagascar (Antananarivo)